# Гі Лафлер
Гі Жо Дам'єн Лафлер (фр. Guy Damien Lafleur; 20 вересня 1951, Турсо, провінція Квебек, Канада — 22 квітня 2022) — канадський хокеїст, правий крайній нападник. Член Зали слави хокею (1988).
З 1971 по 1991 виступав за «Монреаль Канадієнс», «Квебек Нордікс», «Нью-Йорк Рейнджерс».

## Біографія
Ім'я Лафлера стоїть в одному ряду з легендами «Монреаль Канадієнс» Морісом Рішаром, Жаном Беліво, Іваном Курнуає. Лафлера багато хто називає закінченням славної епохи «Монреаль Канадієнс».
У дитинстві, Гі Лафлер, як і багато хлопчаків, французького походження, мріяв грати в «Монреаль Канадієнс» і піднімати над головою Кубок Стенлі. Граючи за молодіжну команду, Гі Лафлер привів її до перемоги в чемпіонаті, він вважав, що на драфті його обов'язково вибере Монреаль. Але не менш талановитий гравець, теж франко-канадець Марсель Діонн, також мріяв надіти светр «Монреаль Канадієнс». У тренера Сема Поллака, з'явився вибір, саме той, від якого залежала доля команди. Багато фахівців радили Поллаку взяти Діонна, але Поллак взяв Лафлера і не помилився. Гі Лафлер прийшов у команду, коли Жан Беліво вже закінчував кар'єру, а на допомогу Курнуає був потрібний висококласний гравець. Лафлер встановив рекорд НХЛ забивши поспіль в 6 сезонах понад 50 шайб, згодом це досягнення перевершили тільки Майк Боссі (9 разів поспіль) і Вейн Грецкі (8 разів поспіль). За свою чудову гру, Гі Лафлер отримав прізвисько «квітка», його гра приводила у захват глядачів.
Радянським уболівальникам ім'я Гі Лафлера також було знайоме. Хоча за час виступу в складі «Монреаль Канадієнс», Гі постійно брав участь в плей-оф, то, відповідно не брав участь на чемпіонатах світу, а на Олімпійських іграх, професіонали тоді не допускалися. Але справа була в тому, що в радянській пресі, яка суворо дотримувалась цензури, про «Монреаль Канадієнс» було дозволено писати більше, ніж про будь-який інший клуб НХЛ. Було багато причин, і джентльменські ставлення гравців до радянських хокеїстів під час суперсерії-72 року, і в матчах з радянськими командами. Але у справі його побачили під час Кубка Виклику, у 1979 році, коли радянській збірній протистояла збірна НХЛ. Багато хто по достоїнству оцінили гру Гі Лафлера, і визнали правильним його прізвисько «квітка». Другий раз, Гі Лафлера побачили під час Кубка Канади у 1981 році, але збірна Канади безславно програла радянським хокеїстам 8:1, а сам кубок був названий в пресі «Чорний вересень 8:1».
Граючи за «Монреаль Канадієнс», Гі Лафлер тренувався під керівництвом Скотті Боумена. За час спільної роботи, вони виграли 5 Кубків Стенлі.
В 1984 році, у віці 33 років, Гі Лафлер сенсаційно заявив, що закінчує кар'єру. Лафлер не був з плеяди гравців, що сильно страждають травматизмом. Новина про закінчення кар'єри шокувала Монреаль. Багато хто пов'язував це з тим, що «Монреаль Канадієнс» вичерпав у своєму складі талановитих гравців, частково це було правдою. Після Канадієнс, 4 роки поспіль Кубок Стенлі вигравали хокеїсти «Нью-Йорк Айлендерс». Але на всю наставала ера «Едмонтон Ойлерс» і Вейна Ґрецкі. Гі Лафлер був прийнятий в Зал Хокейної Слави в Торонто. Після завершення кар'єри гравця, Лафлеру пропонувалися різні пости в «Монреаль Канадієнс», але сам Гі не дуже хотів займати пропоновані посади. У 1988 році, Гі Лафлер зробив те, що до нього спочатку зробив Горді Хоу, а після нього Маріо Лем'є. Він повернувся в хокей. Всі троє були членами Зали Хокейної слави. Якщо Горді Хоу повернувся на лід, тому що був хокеїстом і професіоналом до мозку кісток, Маріо Лем'є, повернувся на лід відчувши, що травма спини позаду, то Гі Лафлер повернувся скучивши по грі. Багато фахівців сумнівалися, що Лафлер зможе показувати повноцінний хокей після п'ятирічної перерви. Гі Лафлер став гравцем «Нью-Йорк Рейнджерс», «Хлопці з Бродвею» не мали на той час сильного складу, виняток становив Брайн Ліч. Кар'єра в Рейнджерс явно не вийшла, Лафлер отримав травму в середині сезону і вибув з гри. Після закінчення сезону, Гі переїжджає в Квебек, саме звідти, зі складу фарм-клубу «Монреаль Канадієнс».У складі «Квебек Нордікс», Гі провів два сезони, але травма назавжди змусила його покинути хокей.

## Досягнення
- Фіналіст Кубка Канади 1981.
- 6 сезонів підряд вибирався до складу символічної 1-ї команди всіх зірок НХЛ (не плутати з матчем всіх зірок НХЛ), як правий крайній нападник: 1974–75, 1975–76, 1976–77, 1977–78, 1978–79, 1979–80.

## Нагороди

### Спортивні
- Переможець Кубка Стенлі: 1973, 1976, 1977, 1978, 1979
- Переможець Кубка Канади: 1976
- Арт Росс Трофі: 1976, 1977, 1978
- Лестер Пирсон Авард: 1976, 1977, 1978
- Пам'ятний трофей Гарта: 1977, 1978
- Конн Смайт Трофі: 1977
- Член Зали хокейної слави в Торонто: 1988
- Член Зали слави канадського спорту: 1996

### Державні
- Офіцер ордена Канади (O.C.): 1980
- Лицар Національного ордена Квебеку (C.Q.): 2005

## Статистика
| Сезон        | Клуб               | Ліга         | Регулярний сезон | Регулярний сезон | Регулярний сезон | Регулярний сезон | Регулярний сезон | Плей-оф | Плей-оф | Плей-оф | Плей-оф | Плей-оф |
| Сезон        | Клуб               | Ліга         | І                | Г                | П                | О                | ШХ               | І       | Г       | П       | О       | ШХ      |
| ------------ | ------------------ | ------------ | ---------------- | ---------------- | ---------------- | ---------------- | ---------------- | ------- | ------- | ------- | ------- | ------- |
| 1966–67      | Квебек Юніор Ейсес | КЮХЛ         | 8                | 1                | 1                | 2                | 0                | —       | —       | —       | —       | —       |
| 1967–68      | Квебек Юніор Ейсес | КЮХЛ         | 43               | 30               | 19               | 49               | 0                | —       | —       | —       | —       | —       |
| 1968–69      | Квебек Юніор Ейсес | КЮХЛ         | 49               | 50               | 60               | 110              | 83               | —       | —       | —       | —       | —       |
| 1969–70      | Квебек Ремпартс    | ГЮХЛК        | 56               | 103              | 67               | 170              | 105              | —       | —       | —       | —       | —       |
| 1970–71      | Квебек Ремпартс    | ГЮХЛК        | 62               | 130              | 79               | 209              | 135              | 14      | 22      | 21      | 43      | 49      |
| 1971–72      | Монреаль Канадієнс | НХЛ          | 73               | 29               | 35               | 64               | 48               | 6       | 1       | 4       | 5       | 2       |
| 1972–73*     | Монреаль Канадієнс | НХЛ          | 70               | 28               | 27               | 55               | 51               | 17      | 3       | 5       | 8       | 9       |
| 1973–74      | Монреаль Канадієнс | НХЛ          | 73               | 21               | 35               | 56               | 29               | 6       | 0       | 1       | 1       | 4       |
| 1974–75      | Монреаль Канадієнс | НХЛ          | 70               | 53               | 66               | 119              | 37               | 11      | 12      | 7       | 19      | 15      |
| 1975–76*     | Монреаль Канадієнс | НХЛ          | 80               | 56               | 69               | 125              | 36               | 13      | 7       | 10      | 17      | 2       |
| 1976–77*     | Монреаль Канадієнс | НХЛ          | 80               | 56               | 80               | 136              | 20               | 14      | 9       | 17      | 26      | 6       |
| 1977–78*     | Монреаль Канадієнс | НХЛ          | 78               | 60               | 72               | 132              | 26               | 15      | 10      | 11      | 21      | 16      |
| 1978–79*     | Монреаль Канадієнс | НХЛ          | 80               | 52               | 77               | 129              | 28               | 16      | 10      | 13      | 23      | 0       |
| 1979–80      | Монреаль Канадієнс | НХЛ          | 74               | 50               | 75               | 125              | 12               | 3       | 3       | 1       | 4       | 0       |
| 1980–81      | Монреаль Канадієнс | НХЛ          | 51               | 27               | 43               | 70               | 29               | 3       | 0       | 1       | 1       | 2       |
| 1981–82      | Монреаль Канадієнс | НХЛ          | 66               | 27               | 57               | 84               | 24               | 5       | 2       | 1       | 3       | 4       |
| 1982–83      | Монреаль Канадієнс | НХЛ          | 68               | 27               | 49               | 76               | 12               | 3       | 0       | 2       | 2       | 2       |
| 1983–84      | Монреаль Канадієнс | НХЛ          | 80               | 30               | 40               | 70               | 19               | 12      | 0       | 3       | 3       | 5       |
| 1984–85      | Монреаль Канадієнс | НХЛ          | 19               | 2                | 3                | 5                | 10               | —       | —       | —       | —       | —       |
| 1988–89      | Нью-Йорк Рейнджерс | НХЛ          | 67               | 18               | 27               | 45               | 12               | 4       | 1       | 0       | 1       | 0       |
| 1989–90      | Квебек Нордікс     | НХЛ          | 39               | 12               | 22               | 34               | 4                | —       | —       | —       | —       | —       |
| 1990–91      | Квебек Нордікс     | НХЛ          | 59               | 12               | 16               | 28               | 2                | —       | —       | —       | —       | —       |
| Усього в НХЛ | Усього в НХЛ       | Усього в НХЛ | 1127             | 560              | 793              | 1353             | 399              | 128     | 58      | 76      | 134     | 67      |

* — зірочкою відзначені сезони завоювання Кубка Стенлі